# Poa cumingii
Poa cumingii là một loài cỏ trong họ hòa thảo, thuộc chi poa.